# Bilton Musonda
Bilton Musonda (ur. 9 kwietnia 1971) – zambijski piłkarz występujący na pozycji pomocnika.

## Kariera klubowa
W swojej karierze Musonda występował między innymi w zespole Mufulira Wanderers.

## Kariera reprezentacyjna
W reprezentacji Zambii Musonda zadebiutował w 1995 roku. W 1996 roku został powołany do kadry na Puchar Narodów Afryki. Wystąpił na nim w meczach z Algierią (0:0) i Egiptem (3:1), a Zambia zakończyła turniej na 3. miejscu.